# Abel Tasman Inland Track
Der Abel Tasman Inland Track ist ein 38 Kilometer langer Wanderweg von Marahau im Süden bis zum Wainui car park an der Wainui Bay im Norden des Abel Tasman National Parks (Neuseeland).
Der Inland Track ist einer der beiden Hauptwege des Nationalparks, der parallel an der stark gewundenen Küste verlaufende Abel Tasman Coast Track ist rund 51 Kilometer lang.
Der Wanderweg ist durch das milde Klima das ganze Jahr über zugänglich, jedoch bis auf 1,5 km, die er sich zwischen Marahau und Tinline Bay mit dem Coastal teilt, vollständig unbefestigt. Die Wegstrecke ist durch Markierungen an Bäumen – orange bemalte Büchsendeckel – gekennzeichnet. Zwischen den Endpunkten kreuzt er nur die Totaranui Road, im Weiteren gibt es zwei Wegabzweigungen zu befahrbaren Straßen landeinwärts. Zur Übernachtung auf dem in zwei bis drei Tagen zu begehenden Weg können drei Schutzhütten des Department of Conservation (DOC) genutzt werden. Im Gegensatz zum Coastal mit über 200.000 Besuchern pro Jahr wird der Inland Track nur von knapp 1000 Besuchern jährlich begangen.
Der Track sollte nur von erfahrenen Wanderern in körperlicher Fitness und mit guter Orientierung begangen werden. Bäche müssen übersprungen oder durchwatet werden, die Hütten haben keine Nahrungsmittelvorräte und Kochgerät muss selbst mitgebracht werden. Wanderungen müssen angemeldet, die geplante Ankunft sollte mitgeteilt werden. Das Gebiet ist nur zu Fuß oder per Hubschrauber zugänglich und man begegnet oft den ganzen Tag keinen anderen Besuchern, weshalb von Einzelwanderungen abzuraten ist.

## Schutzhütten
- Castle Rocks Hut, 11,5 km von Marahau
- Moa Hut, 3,5 km von Castle Rock Hut, wird eventuell nicht mehr vom DOC unterhalten
- Awapoto Hut, 9,5 km von Moa Hut, und 13,5 km vor Wainui car park